# Элохим
Элохим (от мн. ч. др.-евр. אֱלֹהִים‬, элохим, элогим, елогим, от араб. alah — «быть устрашённым») — еврейское нарицательное имя Бога, Божества; множественное число от Эль, общего названия для божества у семитских народов. Упоминается на протяжении всего еврейского Священного Писания (Ветхого Завета Библии), начиная с Бытия 1:1. Упоминается попеременно, а иногда и вместе с другими именованиями Божества — Яхве (Иегова), Адонай.
В каббале Элохим раскрывается как одно из десяти священных имён Творца, упомянутых в Торе (Зогар, Ваикра п. 156—177). Имя заключает мысль о божественной справедливости.
В XVIII веке исследователи заметили, что в повторяющихся рассказах Пятикнижия в одном случае употребляется Яхве, а в другом — Элохим. На основании этого наблюдения французский врач Жан Астрюк и немецкий профессор теологии Иоганн Эйхгорн независимо друг от друга выделили из текста Книги Бытия два источника, получившие имена Яхвист и Элохист.

## Этимология и грамматическая характеристика
Слово «элохим», очевидно, родственно с аккадским словом «эль», означающим «бог» или «Бог» в зависимости от контекста, но морфологически является словом «эло́ах» с окончанием множественного числа.
Слово «эль» является основой для многих иудейских имён: Элишеба (Елизавета), Микаэль (Михаил), Исраэль (Израиль), Габриэль (Гавриил), Эльазар (Лазарь), Элиша (Елисей), Имануэль (Иммануил), Натанэль/Натан (Богдан), Рафаэль (Рафаил), Шмуэль (Самуил), Даниэль (Даниил).
Слова «эль» и «эло́ах» соответствуют именам и созвучно в других семитских языках:
- «И́лу, Ила́ху» — угаритский язык;
- «А́йлон, Элон»[7] — финикийский язык;
- «Ала́ха»[8] (ܐܠܗܐ) — сирийский язык;
- «Алла́х, Алла́ху, ила́х»[9][10] (الله‎) — арабский язык;
- «Эла́ха»[11][10] (אלהא‬) — иудео-арамейский язык;
- «Элохим (אלהים‬), Эло́ах, Эло́га[12] (אלוה‬)» — древнееврейский язык.

### Категория числа
- Слово «эль» (אל‬ от более раннего איל‬, айль) — единственное число мужского рода. Единственное число женского рода «эйлат» (אילת‎ — «богиня [моря]»; раннее произношение — а́йлат, лат. Aila, Aelana).
- Слово «эли́м»[7] (אלים‬ — «боги[13]; силачи[14]; сыны Божьи»[15]) — множественное число мужского рода.
- Слово «элохим» (אלהים‬ означает «бог» во множественном числе для выражения уважения и возвышения Всевышнего над всеми (равно как и «Адона́й»[16] — во множественном числе, в единственном числе — «адони»). В большинстве случаев, несмотря на множественное число это слово в Танахе согласуется с глаголами и другими частями речи в единственном числе и означает единого Бога. Однако в некоторых случаях у него полноценное множественное число, и оно при этом означает многих языческих богов: «Я — Господь (Яхве), Бог (Элохим) твой, да не будет у тебя других богов (элохим) перед лицом Моим» (Исх. 20:3), ангелов (Пс. 8:6) и даже людей, обладающих властью (Исх. 4:16). «Нет богов (элохим), кроме Меня» (Втор. 32:39).

Главою древнеизраильского пантеона был общесемитский верховный бог Эл, иначе Эло́ах или Элохим. Само это слово во всех вариантах значит одно и то же: Бог. Слово Элохим внешне имеет форму множественного числа, однако в действительности оно таковым не является: в Ветхом Завете оно постоянно согласуется с глаголами в единственном числе. Окончание -им сохранилось в этом слове пережиточно со II тысячелетия до н. э., когда оно играло роль определённого артикля, ставившегося в конце слова. В I тысячелетии до н. э. этот артикль исчез, однако именование бога с окончанием -им сохранилось. Аналогичные формы существовали в финикийском и в аммонитском языках.
— И. Ш. Шифман

## Использование
- В иудаизме традиционно принято избегать произнесения имени, заменяя в нём согласную — Элоки́м. В Израиле принято избегать этого слова только в среде ашкеназов. Сефарды свободно произносят это одно из многочисленных имён Бога[17].
- В Септуагинте «элохим» переводят по-гречески ὁ θεός («Бог»), а YHWH оставлено без перевода (папирус Фуада 266), в более поздних рукописях заменено на ὁ κύριος («Господь») и ὁ θεός — («Бог») (Александрийский кодекс, начало V века н. э.[18])
- В христианстве нетипичное окончание множественного числа ים‎ для имени Творца прикровенно указывает на Его Троичность[19].
- Ватиканский кодекс Мк. 15:34 (ελωι ελωι λαμα zαβαφθαnει[20][21] элои элои лама забафтанеи[22][23][24])

Syriac Sinaiticus: (ܐܠܗܝ ܐܠܗܝ ܠܡܢܐ ܫܒܩܬܢܝ)
Еврейский текст Пс. 21:2: (אלי אלי למה עזבתני‬)
- Ватиканский кодекс Мф. 27:46 (ελωει ελωει λεμα cαβακταnει[20][28][21] элоэи элоэи лема сабактанеи)

Syriac Sinaiticus: (ܐܠܝ ܐܠܝ ܠܡܢܐ ܫܒܩܬܢܝ)